# Парфенович Володимир Володимирович
Володимир Володимирович Парфенович (біл. Уладзімір Парфяновіч, нар. 2 грудня 1958, Мінськ, Білоруська РСР, СРСР) — видатний білоруський веслувальник на байдарках, який виступав за збірну СРСР, триразовий олімпійський чемпіон Олімпійських ігор 1980 року, дев'ятиразовий чемпіон світу.

## Біографія
Володимир Парефенович народився 2 грудня 1958 року в місті Мінську (БРСР). Виступав спортсмен за клуб «Динамо».
У 1978 році на чемпіонаті світу зумів виграти свою першу нагороду. Спортсмен став другим в одиночному заїзді на 500 метрів. У 1979 році Парфенович вже виграв цю дистанцію, а також у парі з українським веслувальником Сергієм Чухраєм виграв дистанцію 500 метрів. Домашні Олімпійські ігри 1980 року принесли спортсмену три золоті нагороди. Він знову став найкращим на дистанції 500 метрів, а також з Сергієм Чухраєм виграв дистанції 500 та 1000 метрів.
Чемпіонат світу 1981 року знову завершився для веслувальника трьома перемогами. Однак пару в екіпажі-двійці спортсмену вже складав Сергій Суперата. На наступному чемпіонаті світу він підтвердив лідерство на усіх трьох дистанціях. На чемпіонаті 1983 року Парфенович в четвертий раз поспіль виграв дистанцію 500 метрів, а також здобув дві срібні нагороди у парних дистанціях. На Олімпійські ігри 1984 року спортсмен не поїхав у зв'язку з бойкотом цих ігор Радянським Союзом, після чого завершив кар'єру.
У період з 1995 по 2007 рік Парфенович очолював Федерацію каное Білорусі, а також був членом Національного олімпійського комітету Білорусі. З 2013 року займав посаду головного тренера збірної Росії з веслування.
У 2000 році Парфенович розпочав політичну кар'єру, та був обраний до Національних зборів Республіки Білорусь. Там він приєднався до парламентської групи «Республіка», яка була опозиційною до уряду Олександра Лукашенка. 3 червня 2004 року Парфенович, та ще декілька депутатів, оголосили голодування, у зв'язку з тим, що голова парламенту не вніс на голосування зміни до виборчого кодексу, які були запропоновані депутатами. Голудування завершилося 21 червня, коли парламент проголосував проти їхніх пропозицій. 21 липня 2004 року у день 10-ї річниці перебування Олександра Лукашенка при владі, Парфенович брав участь у мирному вуличному протесті, який грубо було розігнано міліцією.

## Виступи на Олімпійських іграх
| Олімпіада   | Дисципліна                    | Місце |
| ----------- | ----------------------------- | ----- |
| Москва 1980 | байдарки-одиночки, 500 метрів | 1     |
| Москва 1980 | байдарки-двійки, 500 метрів   | 1     |
| Москва 1980 | байдарки-двійки, 1000 метрів  | 1     |